# Buňoro-Kitara
Buňoro-Kitara či Buňoro (anglicky Bunyoro-Kitara či Bunyoro) je nejstarší a jedno z pěti tradičních království na západě Ugandy. Kdysi jedno z nejmocnějších království, které má dnes spíše jen obřadní funkci bez reálné autonomie. Jeho hlavním městem je Hoima. Království se rozkládá na ploše o rozloze 21 376 km², jehož třetinu území tvoří vodní plochy. Je to řídce osídlená oblast s počtem obyvatel okolo 1 232 422 v roce 2002. V současnosti zahrnuje ugandské distrikty Hoima, Kibale a Masindi. Hlavou království je král (Omukama) Solomon Gafabusa Iguru I.

## Historie
Říše Kitara byla založena na začátku 15. století. Zakladateli Kitary byl rod Abatembuzi, který zde po nějakou dobu vládl. Tato říše byla mocná a velká. Pak se ale rozpadla a v průběhu 16. století vzniklo království Buňoro-Kitara. Patřilo mezi největší a nejmocnější království v regionu. Významnou roli hrála výhodná poloha Velkých jezer a přírodní bohatství. Důležité bylo hutnictví. Moc Buňora srazily vnitřní rozpory. Roku 1830 se od Buňora oddělilo Tóro a z Buňora se stalo malé království, které však stále ovládalo lukrativní obchodní cesty. Sousední Buganda mocně posilovala a Buňoro se cítilo ohroženo. Na konci 19. století vpadla do Buňora vojska Británie, ale Buňoro, jemuž tehdy vládl král Kabalega mocně vzdorovalo díky svojí dobře vycvičené armádě Abarusuuru. I přesto se však 30. června 1896 stalo Buňoro britským protektorátem. Téhož roku Buganda ovládla dosud buňorský okres Kooki. Jako výraz vděčnosti Bugandě za vojenskou pomoc při porážce Buňora britští kolonialisté předali Bugandě některá okrajová buňorská území (moderní distrikt Kibale). Nakonec byl dne 9. dubna 1899 další král Karukara Kitahimbwa zajat a poslán do vyhnanství na Seychely. To Buňoro značně oslabilo a podlehlo koloniálnímu tlaku. Britští kolonialisté pak podepsali 10. března 1900 s Bugandou dohodu dle níž mimo jiné Buganda získala další buňorská území. Následně se 1. dubna 1905 Buňoro stalo součástí kolonie Ugandy v jehož rámci mělo určitou autonomii. Během koloniální nadvlády mnoho obyvatel Buňora zemřelo a řada dalších emigrovala do zahraničí, kde žila ve špatných podmínkách. Lidé ztráceli svoji kulturní identitu. Britové stavěli v Buňoru pevnosti, do kterých posílali núbijské vojáky. Baňorové se báli mluvit rodným jazykem. Došlo to tak daleko, že se vojáci z Buňora během 1. a 2. světové války zapisovali jako občané Bugandy a ne Buňora. Po osamostatnění Ugandy mělo království Buňoro-Kitara v jejím rámci na základě tehdejší ugandské ústavy v letech 1962-1967 omezenou autonomii. V této době byly komplikovány (a dodnes jsou) vztahy s Bugandou kvůli kauze „ztracených okresů“. Ta se dotýká celých současné ugandské distrikty Kayunga, Kiboga, Luwero, Mubende, Nakaseke, Nakasongola, většiny území distriktu Mityana a původně i distriktu Kibale, který byl Buňoru na základě referenda k 1. lednu 1965 navrácen.
8. září 1967 bylo království Ugandou zrušeno, ale 24. června 1993 bylo obnoveno.

## Vláda
V království vládne král (Omukama) a jeho pozice byla dědičná. Králi pomáhá rada poradců známá jako Bajwara Nkondo, kabinet s 21 ministry a Orukurato (parlament) plus jeho osobní tajemníci. Vládly zde dynastie Batembuzi, Bachwezi, v současnosti vládne dynastie Babiito. Současný panovník Solomon Gafabusa Iguru I. je kulturní vůdce bez administrativní a politické moci. Král byl také velitelem ozbrojených sil a každý provinční vůdce byl velitelem vojenského oddělení v jeho provincii.
Přehled králů a ministerských předsedů vládnoucích v Bunyoru:
| doba vlády                      | králové (Omukama)                            |
| ------------------------------- | -------------------------------------------- |
| ....-....                       | Kyebambe I Omuzikiya                         |
| ....-....                       | Winyi III Ruguruka                           |
| ....-....                       | Nyaika I                                     |
| ....-....                       | Kyebambe II Bikaju                           |
| 1710 - 1731                     | Olimi III Isamna                             |
| 1731 - 1782                     | Duhaga I CWA Mujwiga                         |
| 1782 - 1786                     | Olimi IV Kasoma                              |
| 1786 - 1835                     | Kyebambe III Nyamutukura                     |
| 1835 - 1848                     | Nyabongo II Mugenyi                          |
| 1848 - 1852                     | Olimi V Rwakabale                            |
| 1852 - 1869                     | Kyebambe IV Kamurasi                         |
| 1869                            | Tibulihwa -Regent                            |
| 1869 - 1873                     | CWA II Kabalega                              |
| 1869 - 1873                     | Kabigumire (v povstání)                      |
| 1873                            | Olimi VI Kabugungu                           |
| 3. dubna 1898 - 17. září 1902   | Karukara Kitahimbwa                          |
| Od února 1899                   | Yosiya William Karukara Kitahimbwa           |
| 17. září 1902 - 30. března 1924 | Andereya Bisereko Duhaga II (exil 1899–1900) |
| 12. duben 1924 - 8. září 1967   | Tito Gafabusa Kabalega Winyi IV              |
| 8. září 1967 - 11. června 1994  | království neexistovalo                      |
| 11. června 1994 -               | Solomon Gafabusa Iguru I                     |

| doba vlády                        | ministerší předsedové (Katikoro) |
| --------------------------------- | -------------------------------- |
| 1898 - 1912                       | Paulo Byabacwezi                 |
| 1912 - 1917                       | ???                              |
| 1917 - 1939                       | Petero Bikunya                   |
| 1939 - 1947                       | Petero Nyangabyaki               |
| 1947 - 1952                       | Balamu Jaberi Mukasa             |
| 1952 - 1956                       | Martin D. Mukidi                 |
| 1956 - 1962                       | Zakayo Kwebiha                   |
| 1962 - 1967                       | Metusera T. Katuramu             |
| 8. září 1967 - 11. června 1994    | ???                              |
| 1994 - 6. února 1999              | Yoramu R. Barongo                |
| 6. únor 1999 - červen 2001        | Izrael Kamanyire Ndahura         |
| Červen 2001 - leden 2002          | Leonard Kitaribara               |
| Leden 2002 - 2. prosince 2006     | Erisa Kagoro Byenkya             |
| 2. prosince 2006 - 7. března 2009 | Aliba Kiiza                      |
| 7. března 2009-                   | Yabeezi Kiiza                    |

## Zeměpis
Třetinu plochy království pokrývá voda. To je hlavně jedno z Velkých jezer Albertovo jezero. Oblast leží ve Východoafrické plošině. Velká část království je pokryta deštnými lesy Budongo, Kasongoire v okrese Masindi; Bugoma a Wambabya v okrese Hoima a Kassato v okrese Kibaale.
Dále jsou zde národní parky Murchision, Karuma a také ekoturistické centrum Biiro. V království je mnoho volně žijící zvěře. V národním parku Murchision je 43% biodiverzity. Územím protékají řeky Nkusi, Kalu a Victoria Nile. Mezi největší města patří Butiaba, Masindi, Hoima a Kibaale.
Podnebí
Převažuje zde tropické podnebí, které se v různých částech království liší.

## Ekonomika
Království má nerostné bohatství v podobě ropy, drahokamů, turmalínu, rubínů, granátů, různých minerálů, titanu, cínu, zlata a železa. Velmi rozsáhlé je zemědělství tabáku, cukrové třtiny, čaje, kukuřice a rýže. Funguje také farmaření.
Kdysi bylo Buňoro centrem obchodu. Byl zde obchod se solí z jezera Katwe. Buňoro mělo také hodně dobré kovářství díky produkci železa, které přilákali další obchodníky. Hodně velký význam měl mlékárenský průmysl, kdy se nové farmy stavěly kolem hlavní silnice a přebytek se prodával.

## Obyvatelstvo
Království Buňoro má v současnosti asi 1 232 422 obyvatel (v roce 2002), za to v roce 1997 to bylo podle odhadů přibližně 800 000 obyvatel. Asi 3 % obyvatel žije v městských centrech. Lidé z Buňora-Kitary jsou známí jako Baňorové či Muňorové. Jejím rodným jazykem je Runyoro-Rutooro, náležející k bantuským jazykům. Původně Baňorové obývali Kongo. Míra gramotnosti je 46% u mužů a 55% u žen, což je na Africký kontinent velmi vysoké číslo. Vyskytuje se zde několik etnik z nichž nejpočetnějším jsou Baňorové, seskupení v klanech. Kdysi byly části království pojmenovávány podle názvu klanu, který tam žil. Například oblast Buyaga dle klanu Bayaga a oblast Buruli dle klanu Baruli.
V království jsou tři hlavní náboženství: Protestantství, Katolictví a Islám.

## Kultura
Buňoro-Kitara má bohatou vlastní kulturu. Kultura a zvyky jsou zakořeněny v klanech. Existuje zde mnoho klanů a proto byly vytvořeny instituce klanů Rukirabasaija Agutamba.
Všechny oblasti umění, vědy, etiky závisí na těchto institucích klanů.
Království má řadu kulturních zajímavostí: královské hrobky v Mparo, Katasiha Fort, palác Karuziika, horké prameny v Kibiro, africké vesnice, národní park Murchison Falls (s vzácnými druhy motýlů, opic a léčivých stromů).
Jednotlivá etnika mají bohaté hudební tradice. Hudba je obecně rytmická a složitost rytmů se liší mezi etniky.
Smrt je často přisuzována čarodějům a duchům. Nový měsíc slaví obřadem Empango. Každá vesnice má svého staršího, známý jako Mukuru w' Omugongo. V Bunyoro měli velmi kvalitní řemeslníky hlavně kováře.
Runyege/Etongoro je v Buňoru obřadním tancem. Tance během námluv v klanech, kdy se vybírají partneři se nazývají Ebinyege. Stalo se že během námluv si více mužů vybralo jednu dívku. Pak přišel na řadu tanec a dívka si musela vybrat nejlepšího tanečníka s nejlepší fyzičkou. V této kultuře se věří, že nejlepší tanečník bude nejlepším i v manželství.
V Buňoru mají lidé více jmen. Dávají si jméno (Ibara) a pak ještě pochvalné jméno (Empaako). Existuje celkem 11 empaako jmen. Jsou to Abwooli, Adyeeri, Araali, Akiiki, Atwooki, Abbooki, Apuuli, Abbala, Acaali, Ateenyi a Amooti.
Empaako je také oslovení při pozdravu. Empaako je zvláštní slovo k vyjádření lásky a respektu. U nás se řekne „Dobrý den“ a Baňorové řeknou „Empaako“. Buňorští muslimové si ještě dávají islámská jména Muhamad, Ipimairi, Arajubu a Bulaimu. Dávají si jména podle toho jaká situace je v rodině či klanu. Například jméno Nyamayarwo znamená „maso pro smrt“. Obecně to znamenalo že rodiče jsou připraveni na nejhorší, neboť jim už předtím umřely děti.
Také existují speciální pojmenování pro dvojčata.

## Zajímavosti
KRÁLOVSKÁ HYMNA
refrén
Kitara Kitara
Tukugonza nyina itwe
Nitwe abaana b'ihanga
Abakutamu ekitiinisa
sloky
1. Leero turakoraki
Nitwijuka ekitiinisa
Kyihanga Iyaitu Bunyoro
2. Emyenda ya Kitara
Tukwatanize hamu
Twesigege Omukama
Nukwo twombeke Bunyoro
3. Mu njura mu ihunga
Mu rubaale n'enkuba
Omu businge n'obubi
Katufere hali Bunyoro.